# André Prévost (compositor)
Joseph Gaston Charles (Hawkesbury, Ontario, 30 de julio de 1934 - Montreal, 27 de enero de 2001), conocido como André Prévost, fue un compositor de música clásica y profesor de música canadiense. Su producción incluye trabajos para orquesta, para solistas con orquesta, para coro, así como piezas de música de cámara para varias combinaciones. Terre des Hommes, compuesta para la Exposición Universal de 1967 y la Cantata para cuerdas, escrita para Yehudi Menuhin, son sus obras más destacadas.

## Biografía

### Primeros años
Aunque nació en Ontario, pertenecía a una reconocida familia de músicos de Quebec, siendo bisnieto de Gustave Smith. Primero estudió en St-Jérôme y luego siguió sus estudios clásicos en el Séminaire de St-Thérèse y el Collège de St-Laurent. En 1951 se matriculó en el Conservatorio de Música de Montreal donde estudió 9 años y cursó armonía y contrapunto con Isabelle Delorme y Jean Papineau-Couture y composición con Clermont Pépin.

### Premios
Ganó el premio de composición de Conciertos Sarah Fischer en 1959. Ese mismo año obtuvo también un Premio de Música de Cámara de la fundación Amis de l'art como fagotista en un trío. Finalmente, obtuvo el primer premio de composición armonía del Conservatorio de Música de Quebec en 1960. Tras ello obtuvo varias becas del Consejo de Canadá y del gobierno de Quebec, para estudiar análisis con Olivier Messiaen en los Conservatorios de París. Ya en 1961 trabajó con Henri Dutilleux en la École Normale de Musique de Paris.

### Composiciones tempranas
Al regresar a Canadá en abril de 1962, Prévost comenzó a dar clases en el Séminaire de Joliette y en el Collège des Eudistes en Rosemont. En junio de 1963 obtuvo el Prix d’Europe de composición y en noviembre de ese año su obra sinfónica Fantasmes ganó un premio de la fundación Amis de l'art. En 1964 obtendría otro premio de la Montreal Symphony Orchestra por la misma composición. Después de su estreno en los Estados Unidos, el 17 de marzo de 1977 en el Carnegie Hall de mano de la Toronto Symphony Orchestra, Harold Schönberg señaló en el New York Times que «transmite una verdadera urgencia y es un trabajo impresionante».
Durante el verano de 1964 estudió música electroacústica con Michel Phillipot en la Orquesta de la Radio Televisión de Francia, y trabajó en el Berkshire Music Center en Tanglewood, donde contrastó sus obras con músicos como Elliott Carter, Aaron Copland, Zoltán Kodály, Donald Martino o Gunther Schuller. En otoño de 1964 Prévost se unió a la Facultad de Música de la Universidad de Montreal (1964-1996). Ese mismo año concibió un plan para una gran obra musical sobre El hombre y su mundo, el tema de la Expo 67. Poco después, el trabajo fue encargado oficialmente por el Ministère des Affaires culturelles du Québec.
En el otoño de 1965, la grabación de su Sonata para violín y piano por Jacques Verdon y Gilles Manny recibió un premio en el Festival du Disque de Montreal.

### Estrenos
En enero de 1966, Ten Centuries Concerts of Toronto, en colaboración con el Canadian Music Centre y la Canadian Confederation Centennial Commission, encargó su Suite para Cuarteto de Cuerda. El trabajo fue estrenado en 1968 en Toronto por el Orford String Quartet. El 29 de abril de 1967 estrenó en la inauguración de la Expo 67, junto a la poetisa Michèle Lalonde, Terre des Hommes, adaptación de la obra de Antoine de Saint-Exupéry, para una gran orquesta, tres coros y dos narradores, bajo la dirección de Pierre Hétu en la Salle Wilfrid-Pelletier (PDA). Gilles Potvin, crítico de música del periódico de Montreal Le Devoir, describió que «pocas composiciones canadienses tienen tanta intensidad y atractivo universal».
Prévost residió entre 1972 y 1973 cerca de Lausanne en Suiza, donde escribió dos encargos para la Radio pública de Canadá CBC/Radio-Canada Canadian Broadcasting Corporation, Chorégraphie I, estrenada por la Toronto Symphony Orchestra en 1975, y Missa de Profundis, estrenada por el Festival Singers of Canada y el Toronto Mendelssohn Choir en 1973. En tres ocasiones sus obras han sido elegida como pieza canadiense en el Concurso Internacional de Música de Montreal: Pyknon (1966), Il fait nuit lente, un extracto de Hiver dans l'âme (1981) y Variations et thème (1988).
A finales de la década de 1980 Prévost había compuesto más de 50 obras, la mayoría de ellas para orquestas y otras organizaciones. Entre los trabajos resultantes estaba Cantate pour cordes, escrita a petición de Yehudi Menuhin y estrenada en 1987 bajo su dirección por la Orquesta Camerata Lysy de Gstaad, en el Festival de Primavera de Guelph, durante la gira del conjunto por ocho ciudades canadienses. En enero de 1990, la CBC transmitió el programa Menuhin - Prévost una aventura creativa (producido por James Dormeyer), que rastreó el desarrollo de la obra desde su concepción hasta su interpretación en concierto. Esta emisión recibió un galardón en el Prix Italia en octubre de 1990. Las obras de Prévost a menudo se han interpretado en el extranjero, especialmente en Francia, Inglaterra, Suiza, Yugoslavia, Nueva Zelanda, Corea y los EE. UU. El volumen 28 de la Antología de la música canadiense de RCI (6-ACM 28), lanzado en 1987, está dedicado a las composiciones de Prévost.
Sus últimos trabajos fueron un Concierto para violín (1998) y Menuhin: Presencia (2000) para violonchelo y orquesta de cámara.
Prévost se convirtió en miembro de la junta directiva del Canadian Music Council Centre en 1971 y en presidente del Groupe Nouvelle-Aire en 1973. En 1977 recibió la Medalla del Consejo de Música de Canadá. Fue nombrado Oficial de la Orden de Canadá en 1986. Fue miembro de Canadian League of Composers y asociado del CMCentre. Un auditorio en St-Jérôme lleva su nombre.

## Estética
El concepto de Prévost de una estética musical se asemeja al de Iannis Xenakis, en el sentido de que involucra un «mundo de sonoridad en movimiento». Analizar el vocabulario musical de Prévost no es tarea fácil, ya que refleja un estilo esencialmente personal independiente de cualquier escuela específica. Utilizó las técnicas contemporáneas y procedimientos de escritura libre, pero la estructura de sus obras se desarrolla a partir de la lógica interna de las ideas presentadas a fin de crear un sentido de inevitabilidad orgánica. La noción de estructura, de extrema importancia para algunos compositores, siguió siendo para él un factor complementario, un resultado, que dependía del trabajo mismo y de su aliento vital. Hasta principios de la década de 1990, la totalidad de su producción ilustró este concepto. Sus piezas fueron un testimonio de su constante reflexión sobre el estado de la humanidad.

## Obras principales
- Variations para órgano (1956)
- Quatuor à cordes no 1 (1958)
- Mobiles para  flauta, violín, viola y violonchelo (1959)
- Scherzo para orquesta de cuerdas (1960)
- Poème de l’Infini para orquesta (1960)
- Sonate pour violon et piano (1961)
- Quatre préludes para 2 pianos (1961)
- Sonate, para violonchelo y piano (1962)
- Triptyque para oboe (o violín), flauta y piano (1962)
- Fantasmes[1] para orquesta (1963)
- Pyknon para violín y orquesta (1966)
- Terre des hommes, oratorio adaptación de la obra de Antoine de Saint-Exupéry por Michèle Lalonde, estrenado en la Place des Arts dentro de las ceremonias de apertura de la Exposición Universal de 1967 en Montreal, en abril de 1967.
- Évanescence [2] para orquesta (1970)
- Missa de profundis para coro y órgano (1973)
- Improvisation III para viola solo (1976)
- Improvisation IV para piano (1976)
- Variations en passacaille para órgano (1984)
- Sonate no 2, para violonchelo y piano (1985)
- Cantate pour cordes (1987), a petición de Yehudi Menuhin y la Orquesta de Cámara Lysy de Gstaad
- Concerto pour hautbois et orchestre (1992-93)
- Concerto pour violon et orchestre (1998)